# 在日ケニア人
在日ケニア人（ざいにちケニアじん）は、日本に一定期間在住するケニア国籍の人々である。

## 統計
日本の法務省の在留外国人統計によると、2023年12月末時点で在日ケニア人は1,043人である。
在留資格別（4位まで）
| 順位 | 在留資格                 | 人数 |
| ---- | ------------------------ | ---- |
| 1    | 留学                     | 291  |
| 2    | 永住者                   | 209  |
| 3    | 技術・人文知識・国際業務 | 120  |
| 4    | 特定活動                 | 118  |

都道府県別（3位まで）
| 順位 | 都道府県 | 人数 |
| ---- | -------- | ---- |
| 1    | 東京     | 161  |
| 2    | 千葉     | 102  |
| 3    | 神奈川   | 93   |

## 著名人
- ジョセファト・ダビリ
- サムエル・ワンジル
- マイケル・オルンガ